# Alpineskiën op de Olympische Winterspelen 1998
Alpineskiën is een van de sporten die beoefend werden tijdens de Olympische Winterspelen 1998 in Nagano. Er werden tussen 10 en 21 februari wedstrijden gehouden in tien evenementen. Vijf voor de mannen en vijf voor de vrouwen. De wedstrijden vonden plaats in Happo-One en Shiga-Kogen. Van de 49 deelnemende landen won Oostenrijk de meeste medailles. (Elf in totaal, drie gouden, vier zilveren en vier bronzen.) 

## Heren

### Afdaling
| rang   | sporter(s)         | land | tijd    |
| ------ | ------------------ | ---- | ------- |
| Goud   | Jean-Luc Crétier   | FRA  | 1:50.11 |
| Zilver | Lasse Kjus         | NOR  | 1:50.51 |
| Brons  | Hannes Trinkl      | AUT  | 1:50.63 |
| 4      | Jürg Grünenfelder  | SUI  | 1:50.64 |
| 5      | Ed Podivinsky      | CAN  | 1:50.71 |
| 6      | Kristian Ghedina   | ITA  | 1:50.76 |
| 7      | Andreas Schifferer | AUT  | 1:50.77 |
| 8      | Didier Cuche       | SUI  | 1:50.91 |

### Super G
| rang   | sporter(s)          | land | tijd    |
| ------ | ------------------- | ---- | ------- |
| Goud   | Hermann Maier       | AUT  | 1:34.82 |
| Zilver | Didier Cuche        | SUI  | 1:35.43 |
| Zilver | Hans Knauss         | AUT  | 1:35.43 |
| 4      | Alessandro Fattori  | ITA  | 1:35.61 |
| 5      | Kjetil André Aamodt | NOR  | 1:35.67 |
| 6      | Patrik Järbyn       | SWE  | 1:35.72 |
| 7      | Daron Rahlves       | USA  | 1:35.96 |
| 8      | Tommy Moe           | USA  | 1:35.97 |

### Reuzenslalom
| rang   | sporter(s)           | land | tijd    |
| ------ | -------------------- | ---- | ------- |
| Goud   | Hermann Maier        | AUT  | 2:38.51 |
| Zilver | Stephan Eberharter   | AUT  | 2:39.36 |
| Brons  | Michael von Grünigen | SUI  | 2:39.69 |
| 4      | Hans Knauss          | AUT  | 2:39.71 |
| 5      | Jure Košir           | SLO  | 2:39.98 |
| 6      | Steve Locher         | SUI  | 2:40.30 |
| 7      | Paul Accola          | SUI  | 2:40.57 |
| 8      | Lasse Kjus           | NOR  | 2:40.65 |

### Slalom
| rang   | sporter(s)            | land | tijd    |
| ------ | --------------------- | ---- | ------- |
| Goud   | Hans Petter Buraas    | NOR  | 1:49.31 |
| Zilver | Ole Kristian Furuseth | NOR  | 1:50.64 |
| Brons  | Thomas Sykora         | AUT  | 1:50.68 |
| 4      | Tom Stiansen          | NOR  | 1:50.90 |
| 5      | Christian Mayer       | AUT  | 1:51.09 |
| 6      | Thomas Stangassinger  | AUT  | 1:51.25 |
| 7      | Finn Christian Jagge  | NOR  | 1:51.39 |
| 8      | Joël Chenal           | FRA  | 1:51.51 |

### Combinatie
| rang   | sporter(s)             | land | afdaling | slalom  | tijd    |
| ------ | ---------------------- | ---- | -------- | ------- | ------- |
| Goud   | Mario Reiter           | AUT  | 1:31.85  | 1:36.21 | 3:08.06 |
| Zilver | Lasse Kjus             | NOR  | 1:33.66  | 1:34.99 | 3:08.65 |
| Brons  | Christian Mayer        | AUT  | 1:35.05  | 1:35.06 | 3:10.11 |
| 4      | Günther Mader          | AUT  | 1:35.36  | 1:34.83 | 3:10.19 |
| 5      | Andrzej Bachleda-Curuś | POL  | 1:34.49  | 1:37.04 | 3:11.53 |
| 6      | Alessandro Fattori     | ITA  | 1:40.71  | 1:36.29 | 3:17.00 |
| 7      | Aleš Brezavšek         | SLO  | 1:44.15  | 1:35.94 | 3:20.09 |
| 8      | Peter Pen              | SLO  | 1:43.83  | 1:36.98 | 3:20.81 |

## Dames

### Afdaling
| rang   | sporter(s)            | land | tijd    |
| ------ | --------------------- | ---- | ------- |
| Goud   | Katja Seizinger       | GER  | 1:28.89 |
| Zilver | Pernilla Wiberg       | SWE  | 1:29.18 |
| Brons  | Florence Masnada      | FRA  | 1:29.37 |
| 4      | Mélanie Suchet        | FRA  | 1:29.48 |
| 5      | Svetlana Gladisheva   | RUS  | 1:29.50 |
| 6      | Picabo Street         | USA  | 1:29.54 |
| 7      | Régine Cavagnoud      | FRA  | 1:29.72 |
| 8      | Alexandra Meissnitzer | AUT  | 1:29.84 |

### Super G
| rang   | sporter(s)            | land | tijd    |
| ------ | --------------------- | ---- | ------- |
| Goud   | Picabo Street         | USA  | 1:18.02 |
| Zilver | Michaela Dorfmeister  | AUT  | 1:18.03 |
| Brons  | Alexandra Meissnitzer | AUT  | 1:18.09 |
| 4      | Regina Häusl          | GER  | 1:18.27 |
| 5      | Renate Götschl        | AUT  | 1:18.32 |
| 6      | Katja Seizinger       | GER  | 1:18.44 |
| 7      | Martina Ertl          | GER  | 1:18.46 |
| 8      | Mélanie Suchet        | FRA  | 1:18.51 |

### Reuzenslalom
| rang   | sporter(s)               | land | tijd    |
| ------ | ------------------------ | ---- | ------- |
| Goud   | Deborah Compagnoni       | ITA  | 2:50.59 |
| Zilver | Alexandra Meissnitzer    | AUT  | 2:52.39 |
| Brons  | Katja Seizinger          | GER  | 2:52.61 |
| 4      | Martina Ertl             | GER  | 2:52.72 |
| 5      | Sophie Lefranc-Duvillard | FRA  | 2:53.27 |
| 6      | Heidi Zurbriggen         | SUI  | 2:53.61 |
| 7      | Anna Ottosson            | SWE  | 2:53.81 |
| 8      | Sabina Panzanini         | ITA  | 2:54.09 |

### Slalom
| rang   | sporter(s)         | land | tijd    |
| ------ | ------------------ | ---- | ------- |
| Goud   | Hilde Gerg         | GER  | 1:32.40 |
| Zilver | Deborah Compagnoni | ITA  | 1:32.46 |
| Brons  | Zali Steggall      | AUS  | 1:32.67 |
| 4      | Martina Ertl       | GER  | 1:32.91 |
| 5      | Sabine Egger       | AUT  | 1:33.22 |
| 6      | Ingrid Salvenmoser | AUT  | 1:33.39 |
| 7      | Martina Accola     | SUI  | 1:34.12 |
| 8      | Morena Gallizio    | ITA  | 1:34.87 |

### Combinatie
| rang   | sporter(s)        | land | afdaling | slalom  | tijd    |
| ------ | ----------------- | ---- | -------- | ------- | ------- |
| Goud   | Katja Seizinger   | GER  | 1:28.52  | 1:12.22 | 2:40.74 |
| Zilver | Martina Ertl      | GER  | 1:29.76  | 1:11.16 | 2:40.92 |
| Brons  | Hilde Gerg        | GER  | 1:29.92  | 1:11.58 | 2:41.50 |
| 4      | Stefanie Schuster | AUT  | 1:30.10  | 1:12.15 | 2:42.25 |
| 5      | Morena Gallizio   | ITA  | 1:30.60  | 1:11.92 | 2:42.52 |
| 6      | Florence Masnada  | FRA  | 1:29.87  | 1:12.97 | 2:42.84 |
| 7      | Caroline Lalive   | USA  | 1:31.05  | 1:13.71 | 2:44.76 |
| 8      | Janica Kostelić   | CRO  | 1:31.71  | 1:13.52 | 2:45.23 |

## Medaillespiegel
| Plaats | Land             | NOC    | Goud | Zilver | Brons | Totaal |
| ------ | ---------------- | ------ | ---- | ------ | ----- | ------ |
| 1      | Oostenrijk       | AUT    | 3    | 4      | 4     | 11     |
| 2      | Duitsland        | GER    | 3    | 1      | 2     | 6      |
| 3      | Noorwegen        | NOR    | 1    | 3      | 0     | 4      |
| 4      | Italië           | ITA    | 1    | 1      | 0     | 2      |
| 5      | Frankrijk        | FRA    | 1    | 0      | 1     | 2      |
| 6      | Verenigde Staten | USA    | 1    | 0      | 0     | 1      |
| 7      | Zwitserland      | SUI    | 0    | 1      | 1     | 2      |
| 8      | Zweden           | SWE    | 0    | 1      | 0     | 1      |
| 9      | Australië        | AUS    | 0    | 0      | 1     | 1      |
| Totaal | Totaal           | Totaal | 10   | 10     | 10    | 30     |